# Llengua cayuse
El cayuse (cailloux, willetpoos) és una llengua morta que anteriorment parlaven els cayuses, un poble amerindi nord-americà a l'estat americà d'Oregon. Aquesta és una llengua aïllada. Fou relacionada en el passat per John Wesley Powell amb el molala, constituint una família anomenada waiilaptuan, a vegades categoritzada amb l'estoc penutià, dins les llengües penutianes dels turons. En el segle XIX aquesta llengua s'extingí.

## Classificació
La següent és una llista comparativa dels pronoms:
| GLOSSA              | Sahaptin | Molala | Cayuse | Klamath | Lutuami |
| ------------------- | -------- | ------ | ------ | ------- | ------- |
| 1a persona singular | in       | ʔína   | ínin   | ni      | ni      |
| 2a persona singular | im       | kíˑ    | nikí   | ʔi      | i       |
| 3a persona singular | ipi      | níˑp   | nip    | bi      | hut     |
| 1a persona plural   | nun      | kimt   | námək  | naˑd    | nat     |
| 2a persona plural   | ima      | kimt   | mkímiš | ʔaˑd    | at      |
| 3a persona plural   | inma     | nimt   | nípik  | baˑd    | hutsa   |